# Ruby (Odaát)
Ruby az Odaát (Supernatural) című televízióssorozat szereplője, akit a 3. évadban Katie Cassidy, a negyedikben Genevieve Cortese alakít. Ruby a sorozat egyik mellékszereplője.

## Háttér
Ruby egy fiatal lány bőrébe bújt démon, aki valaha ember volt, ám egy bizonyos Tammi nevű démonnal kötött alku árán áttért a túlvilágra. Meglepő módon azonban, a démon az emberek oldalán áll és segíti őket, ráadásul van egy démonölő tőre is. 

## 3. évad
Ruby először az évad elején tűnik fel, amikor is váratlanul megjelenik a bajba jutott Sam Winchester előtt, és különleges tőrét használva végez annak támadóival, a hét főbűn néhányával. Dean ugyan ennek nemigen örül, az emberek oldalán álló démonlány összebarátkozik Sammel, később pedig meglepő dolgot árul el nekik: azért van itt, hogy megmentse Deant a Pokoltól. 
Ruby ezek után többször segít a fivéreknek egy-egy akciójuk során és Bobbynak is segít új töltényeket készíteni a Colthoz, így egy alkalommal találkozik azzal a Tammi nevű démonnal, aki Pokolba juttatta őt, mikor még ember volt, ám a gonosztevőt Dean megöli. Ruby később kénytelen bevallani a fiúknak, nem tud segíteni Deanen, ráadásul Sam fejére egy Lilith nevű démon kezdett pályázni.
Az évad végén Winchesterék rájönnek, hogy Dean alkuja valójában magával Lilithtel köttetett, így elkérik Ruby démonölő tőrét, ám mivel az nem adja oda neki, elveszik tőle erőszakkal, őt magát pedig démoncsapdába ejtik. Lilith azonban rájön, hogy mire készülnek Deanék, ezért felkeresi Rubyt, visszaküldi a Pokolba, majd a démonlány testét felöltve száll szembe a fivérekkel. 

## 4. évad
Ruby-nak sikerül visszatérnie a Pokolból, és újabb női testet szerezve, ismét csatlakozik a fiúkhoz a vadászatokban. A démonlány és Sam titokban többször ágyba bújnak egymással, a fiú pedig rászokik Ruby démonvérére, melytől hatalmas erő birtokába kerül. Ruby rengetegszer segíti ki Winchesteréket a bajból; megmenti őket Alastairtől, és nyíltan fellép az angyalok, Castiel és Uriel ellen is. Az évad végén Ruby kinyomozza Lilith hollétét, és buzdítja Samet, végezzen vele, miután azonban ezt a fiú megtette, a démon felfedi valódi kilétét: ő maga is a Pokolt szolgálja, és csak azért szegődött a fivérek mellé, hogy sikerüljön rávenni Samet Lilith megölésére, melynek következtében feltörik a 66 pecsét utolsója, ezzel pedig ura, Lucifer a világra szabadul. Csakhogy eme szavakat hallva, a két testvér nekiront, majd Dean a démonölő tőrrel leszúrja, ezzel megöli őt. 

## Ruby tőre
Ruby birtokában van egy titokzatos tőr, mely minden démonnal végezni tud. A tárgy először A hét halálos bűn c. epizódban tűnik fel, amikor is Ruby ennek segítségével öl meg néhány ellenséget. A 3. évad utolsó részeiben a tőr nagy szerephez jut, hiszen a Winchester fivérek ellopják gazdájától, hogy aztán később megöljék vele Liliththet, a 4. évadban pedig eme ereklyével veszik fel a harcot az Apokalipszis megakadályozásának érdekében, illetve ezzel ölik meg volt gazdáját, Rubyt.